# Sporobolus carolii
Sporobolus carolii är en gräsart som beskrevs av Carl Christian Mez. Sporobolus carolii ingår i släktet droppgräs, och familjen gräs. Inga underarter finns listade i Catalogue of Life.

## Bildgalleri

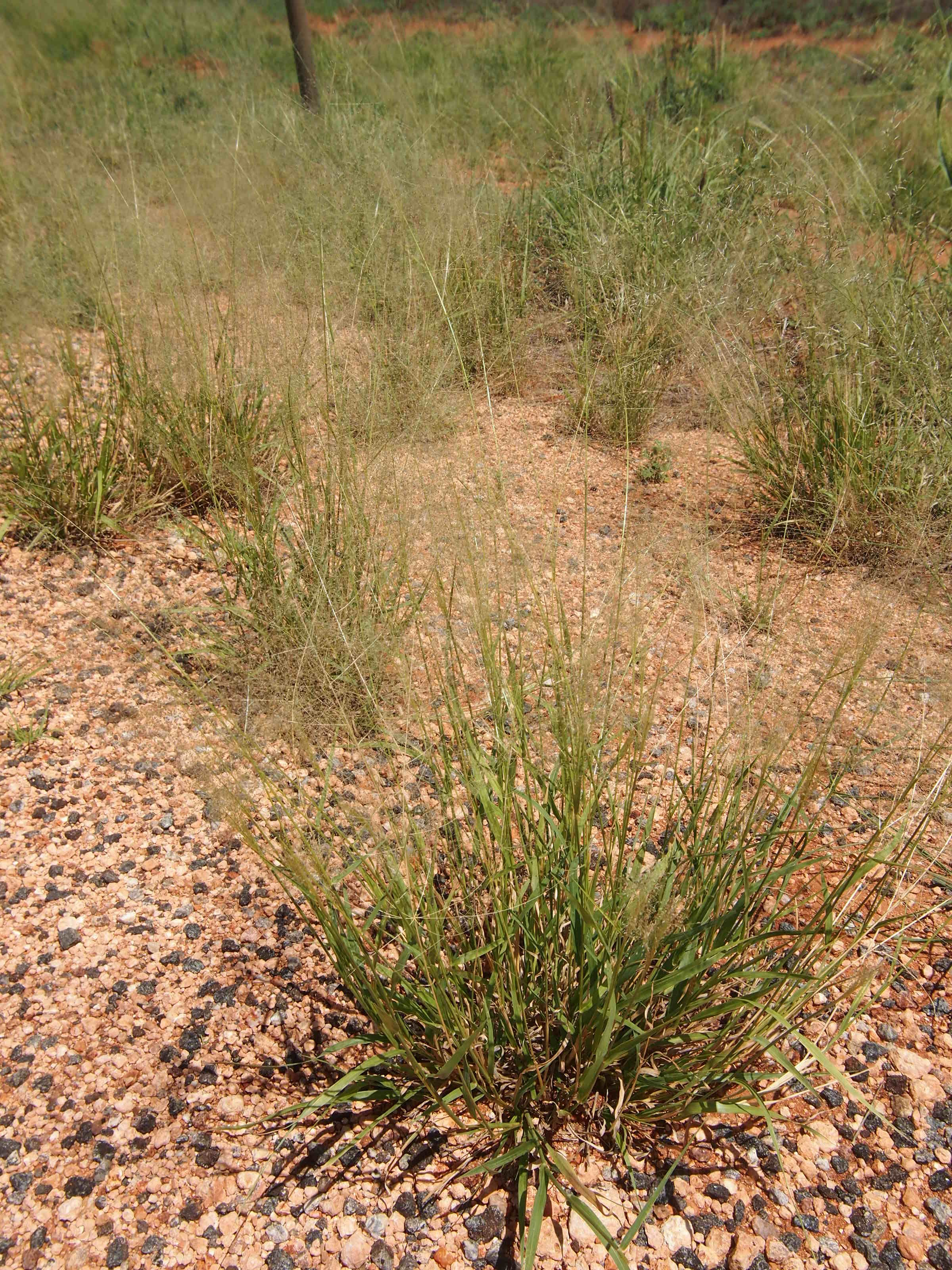
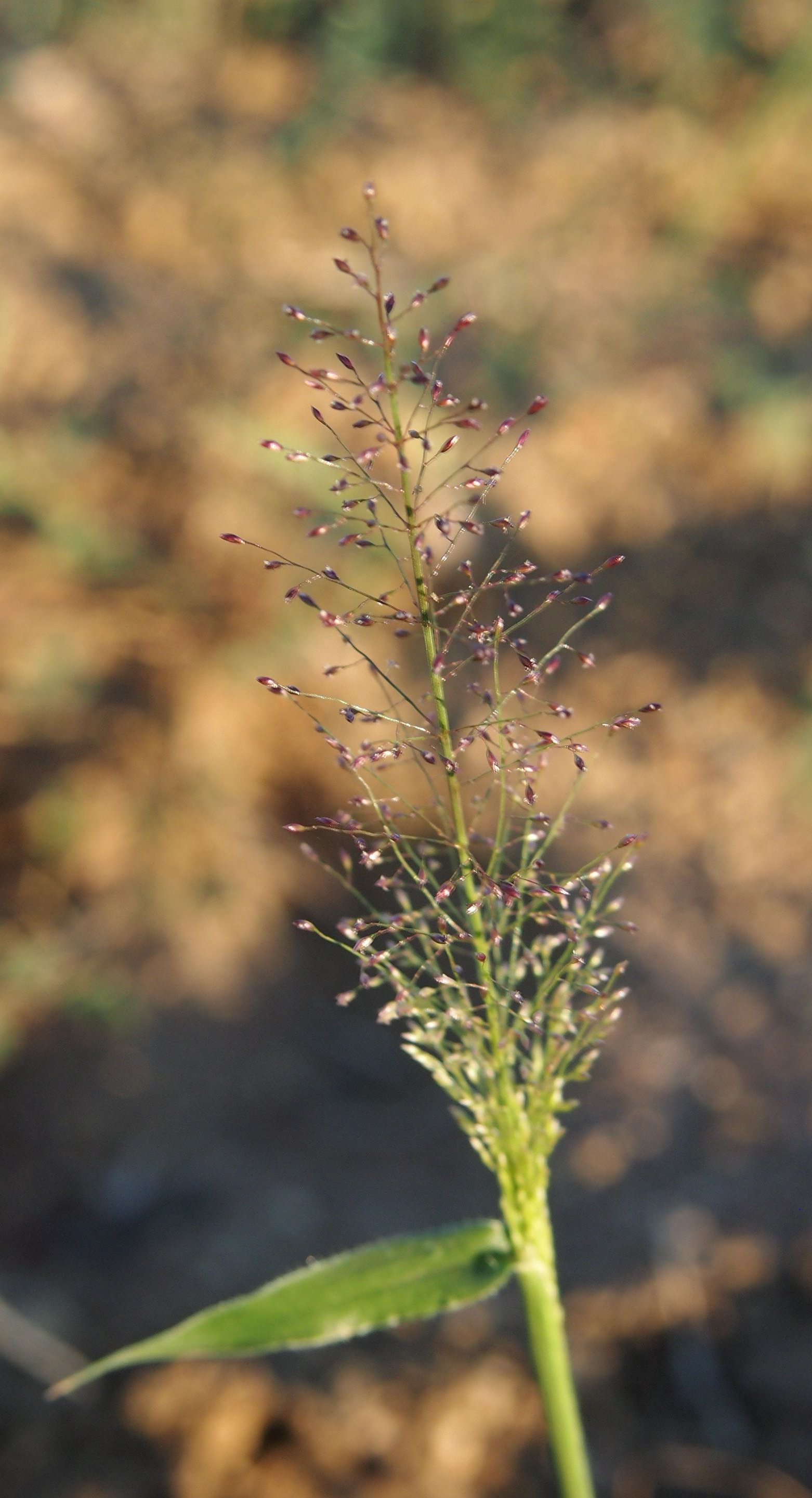